# Afroestricus vorax
Afroestricus vorax là một loài ruồi trong họ Asilidae. Afroestricus vorax được Scarbrough miêu tả năm 2005. Loài này phân bố ở vùng nhiệt đới châu Phi.